# Sangha (département congolais)
Pour les articles homonymes, voir Sangha.
Le département de la Sangha est l'un des départements de la république du Congo, situé dans le Nord du pays. Le chef-lieu du département est Ouesso.

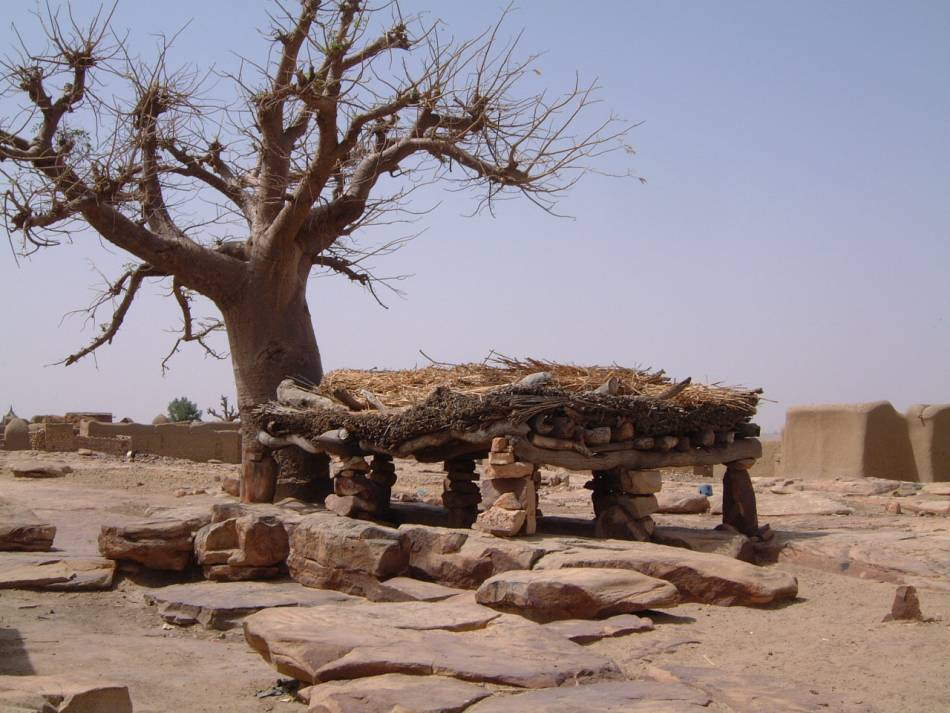

## Géographie
Le département de la Sangha a pour voisins les départements de la Cuvette, de la Cuvette-Ouest, et de la Likouala. Il a également des frontières avec le Cameroun, le Gabon et la République centrafricaine.
| Haut-Nyong Dja-et-Lobo | Boumba-et-Ngoko | Sangha-Mbaéré |
| Woleu-Ntem             | Sangha          | Likouala      |
| Ogooué-Ivindo          | Cuvette-Ouest   | Cuvette       |

## Administration
Le département de la Sangha est divisé en six districts :
- Mokéko
- Ngbala
- Pikounda
- Sembé
- Souanké
- kabo